# Wasco (Oregon)
Pour les articles homonymes, voir Wasco.
Wasco est une ville américaine située dans le comté de Sherman en Oregon. Sa population est de 417 habitants en 2020.

## Histoire
Le territoire était occupé, avant l'arrivée des émigrants européens, par les Wascos. L'occupation du site par les migrants débute dans les années 1870, un bureau de poste est ouvert à deux kilomètres de la ville actuelle de Waco en 1870 avant d'être relocalisé dans la ville en 1900. La ville est formée à l'intersection de quatre fermes existantes en 1882 et prend le nom de Wasco, du nom du comté à laquelle elle est alors rattachée.
Wasco est le siège temporaire du comté de Sherman de 1889 à 1892 avant que Moro soit choisi,. En 1897, la Columbia Southern Railroad construit une ligne de chemin de fer allant de Biggs (en) à Shaniko et, une gare est ouverte dans la ville, entraînant un fort développement de la population. Wasco est constitué en ville le 14 avril 1898 par l'Assemblée législative de l'Oregon. Un incendie détruit une grande partie de la ville le 17 novembre 1903. La mécanisation de l’agriculture, l'ouverture de l'Oregon Trunk Railroad et les effets de la Grande Dépression, ont entrainé une baisse du nombre d'habitants lors des années 1930.

## Géographie
Selon le Bureau du recensement des États-Unis, la ville a une superficie totale de 2,59 km2, entièrement terrestre.

## Patrimoine
La gare de passagers et d'entrepôt de fret de Columbia Southern Railway, construite en 1998 est inscrite au registre national des lieux historiques depuis le 19 février 1991.